# ピアノ協奏曲第3番 (サン＝サーンス)
ピアノ協奏曲第3番 変ホ長調 作品29は、カミーユ・サン＝サーンスが作曲した3番目のピアノ協奏曲。

## 概要
ピアノ協奏曲第2番が初演された翌年の1869年に作曲し完成された。初演は同年にライプツィヒのゲヴァントハウスにおいて、サン＝サーンスのピアノ独奏、カール・ライネッケの指揮で行なわれた。
初演の際、第2楽章冒頭の和声法が大胆過ぎるという理由で、演奏中に聴衆の間で口論が始まったといわれる。サン＝サーンスは今日では保守的な作曲家とみなされており、本質的にはそうに違いないが、彼が実際には豊富な実験精神を持っていたことを窺わせるエピソードである。この件のためか当時から評判はあまり芳しくなく、ガブリエル・フォーレやアレクサンドル・グラズノフのように評価する者もいたが、現在においてもサン＝サーンスのピアノ協奏曲のなかで第1番と並んで演奏機会が少ない作品である。
ピアノ協奏曲第1番と同じく1875年に出版され、エリー＝ミリアム・デラボルデ(en)に献呈されている。

## 楽器編成
独奏ピアノ、フルート2、オーボエ2、クラリネット2、ファゴット2、ホルン2、トランペット2、トロンボーン3、ティンパニ、弦五部

## 構成
3楽章の構成で、演奏時間は約30分。
第1楽章 Moderato assai - Piu mosso
変ホ長調、4分の4拍子。導入部付きのソナタ形式で書かれている。導入部ではピアノが静かに奏するさざ波のような分散和音に乗って、オーケストラに第1主題が現れる。第1主題の動機は何度も反復され、次第に高潮してから主部に入る。主部ではピアノが初めて第1主題を力強く提示する。第2主題はModerato assaにテンポを落とし、ニ長調で穏やかに提示される。カデンツァは変則的に、展開部の両端に置かれている。再現部では両主題が短く短縮されている。その後、第1主題による短いコーダがあり、力強く楽章を締めくくる。
なお、1913年にサン＝サーンスは、この楽章のみをパリ国立高等音楽院の試験課題とするためピアノ独奏に編曲している。同時に編曲されたヴァイオリン協奏曲第3番の第3楽章同様、曲の構成や音形には変更が加えられている(音楽院側から演奏時間を指定されたことが関係している)。
第2楽章 Andante
ホ長調、3分の4拍子。三部形式。斬新な和声感覚が聴きものだが、音楽的には両端の楽章を結びつける間奏曲としての性格が強い。コーダでも中間部が回想され、そのまま休みなく次の楽章に続く。
第3楽章 Allegro non troppo
変ホ長調、2分の4拍子。華麗さとユーモアとがミックスされた展開部のないソナタ形式であり、特に第1主題の再現部に展開的要素が重ねられている。技巧的な独奏が全体を通して前面に出る楽章で、主題を予示する短い序奏に始まり、エネルギッシュなピアノが躍動する第1主題が提示される。ここで現れる副次旋律は再現部で大いに展開される。第2主題の再現は型通りで、長めのコーダが続く。